# حياتي عذاب (مسلسل)
حياتي عذاب مسلسل فنزويلي (telenovela) دبلج إلى اللغة العربية وعرض على الكثير من القنوات الأرضية والفضائية في مختلف الدول العربية أنتج سنة 1997 وهو من بطولة الممثلة الفنزويلية نتاليا ستريغنارد والممثل الكوبي ماريو سيمارو

## القصة
بارباريتا رويز فتاة جميلة ورقيقة القلب تعمل في متجر فساتين في ميامي. في يوم ما، كجزء من عملها كخياطة، ذهبت إلى قصر السيدة الثرية ريكاردا تومسون لتسليمها فستان من أجلها. هناك التقت الابن الأكبر فالنتينو، الذي يحصل دائما على كل مايريده. عندما رأها، جدبه جمالها وأراد التقرب منها. وبعد قضاء وقت معها وإكتتشاف طبيعتها الصادقة، أغرم بها. ورغم معارضة أمه ومحولتها إبعدها عنه، تزوج فالنتينو ببارباريتا في أجواء زفاف بسيطة. لكن في ليلة الزفاف، في طريق عودتهم إلى نزل شهر العسل، تعرضا إلى حادث سيارة أدى إلى وفاة فالنتينو ونجاة بارباريتا.والدة فالنتينو المتغطرسة ألقت اللوم على بارباريتا لموت إبنها ولكي تنتقم حرضت إبنها أنتونيو أدولفو وأمرته بأن يتقرب من بارباريتا وعندما تغرم به يتخلى عنها.

## الممثلون
- Natalia Streignard .... Barbarita Ruiz
- ماريو سيمارو ....Antonio Adolfo Thompson
- لورينا ميريتانو ....Alexandra Montesinos Villana (termina en un manicomio)
- Anna Silvetti ....Ricarda Thompson Villana (se vuelve buena)
- مارا كرواتو ....Katiuska Cardona Villana (termina en la cárcel por asesinar a Valentino)
- Lili Renteria ....Emilia Sulbaran
- Marcela Cardona ....Susy Ruiz
- Nury Flores ....Caridad Ruiz
- German Barrios ....Severo Montesinos
- Lino Ferrer ....Paquito
- Flor de Loto ....Guadalupe Montesinos
- Ivon D Liz ....Chela Perez
- Humberto Rossenfeld ....Renato Garcia
- Carlos Cuervo ....Larry Garcia
- Frank Falcon ....Freddy
- Alexa Kube ....Angela
- Claudia Reyes ....Jessica Duarte
- Omar Moynello ....Santiago
- Orlando Cassin ....Don Pipo
- Liz Coleandro ....Lola Garcia
- Rosa Felipe ....Nana Maria
- فرناندو كاريرا ....Fernando Marin
- مارثا مايجاريس ....Teresa Bustillos
- Ileana Simancas ....Pilar Reyes
- Juan Troya ....German
- Yina Velez ....Rosy
- Pablo Duran ....Juan Pablo Gonzalez
- Felix Manrique...Valentino (Tinito) Thompson Ruiz
- Karl Hoffman
- Merlin Gomez
- Vicente Pasariello...El Gato
- Rosangel Querales...Ines Rondon
- Oscar Piloto...Daniel
- Pupe Lamata...Carlita
- Gellerman Baralt... Valentino Thompson (asesinado por Katiuska)

## وصلات خارجية
- حياتي عذاب على موقع IMDb (الإنجليزية)
- حياتي عذاب على موقع كينوبويسك (الروسية)
- حياتي عذاب على موقع قاعدة بيانات الفيلم (الإنجليزية)

1. ↑   http://dbpedia.org/resource/La_mujer_de_mi_vida. اطلع عليه بتاريخ 2020-04-19. {{استشهاد ويب}}: |url= بحاجة لعنوان (مساعدة) والوسيط |title= غير موجود أو فارغ (من ويكي بيانات) (مساعدة)